# Sala Os Karajás

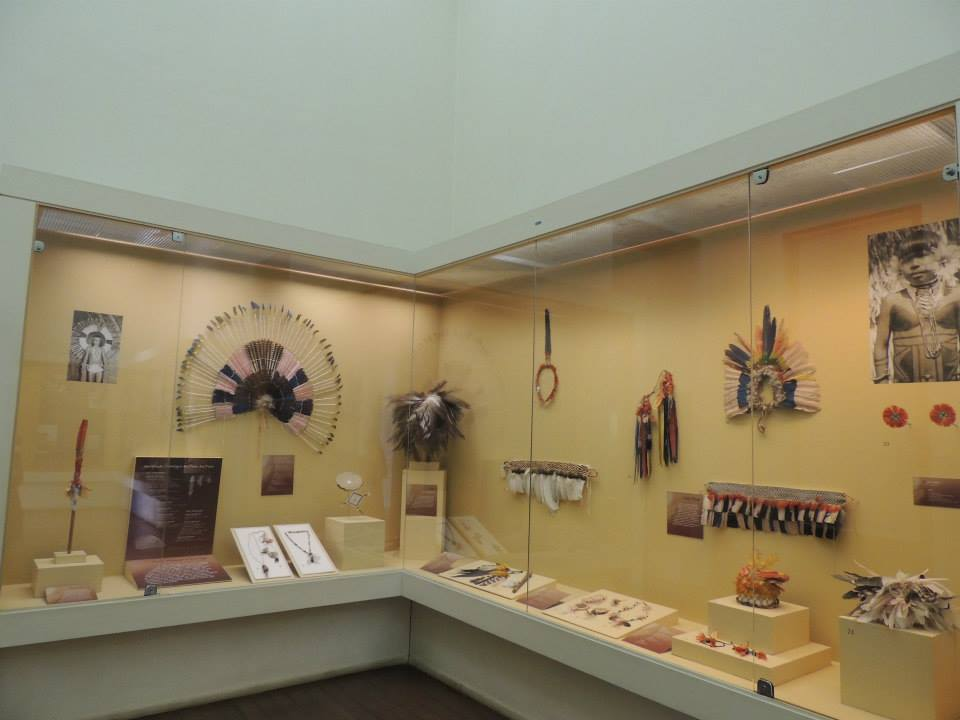
Vista geral da sala com objetos Karajá, no Museu Nacional.

A Sala Os Karajás, ou Os Karajás – Plumárias e Etnografia, era um dos espaços do Museu Nacional, destruído pelo incêndio de 2018. O nome da sala remete aos carajás. Na sala, ficavam em exposição objetos de coleções etnográficas, como a Coleção William Lipskind, que denotavam os primórdios da antropologia indígena brasileira. Teve papel de destaque na formação do acervo exposto na sala a diretora do Museu Nacional Heloísa Alberto Torres.
| Imagem | Obra                        | Data | Coleção                 | Referência |
| ------ | --------------------------- | ---- | ----------------------- | ---------- |
|        | Bastão Obi                  |      |                         |            |
|        | Boneca de barro cozido      |      |                         |            |
|        | Borduna de madeira          |      |                         |            |
|        | Cerâmica figuras masculinas |      |                         |            |
|        | Cinta                       |      | Coleção William Lipkind |            |
|        | Cinto                       |      |                         |            |
|        | Cinto ritual (wetaana)      |      |                         |            |
|        | Coifa                       |      | Coleção William Lipkind |            |
|        | Coifa (lorilori) N°1        |      |                         |            |
|        | Coifa (lorilori) N°2        |      |                         |            |
|        | Colar N°1                   |      |                         |            |
|        | Colar N°2                   |      |                         |            |
|        | Colares N°1                 |      |                         |            |
|        | Colares N°2                 |      |                         |            |
|        | Diadema N°1                 |      | Coleção William Lipkind |            |
|        | Diadema N°2                 |      | Coleção William Lipkind |            |
|        | Diadema N°3                 |      |                         |            |
|        | Ornato                      |      | Coleção William Lipkind |            |
|        | Par de Brincos N°1          |      |                         |            |
|        | Par de Brincos N°2          |      | Coleção William Lipkind |            |
|        | Par de Brincos N°3          |      |                         |            |
|        | Pingente de penas N°1       |      |                         |            |
|        | Pingente de penas N°2       |      |                         |            |
|        | Tanga - Tapiragem           |      |                         |            |
|        | Tanga N°1                   |      |                         |            |
|        | Testeira N°1                |      |                         |            |
|        | Testeira N°2                |      |                         |            |

## Ligação externa
- Página oficial.